# Syzeuctus robustor
Syzeuctus robustor är en stekelart som beskrevs av Aubert 1978. Syzeuctus robustor ingår i släktet Syzeuctus och familjen brokparasitsteklar. Inga underarter finns listade i Catalogue of Life.